# Patrick Revelli
Patrick Revelli (Mimet, 22 giugno 1951) è un ex calciatore francese, di ruolo attaccante.

## Carriera
Soprannominato le Gaulois (il gallico) per i suoi baffi, si formò nel settore giovanile del Saint-Étienne (squadra in cui si era formato anche il fratello maggiore Hervé) con cui vinse nel 1970 la Coppa Gambardella affermandosi come uno dei migliori giocatori della manifestazione. Già promosso in prima squadra nel 1969, Revelli ottenne il posto di titolare a partire dalla stagione 1971-1972 formando, assieme al fratello Hervé un proficuo duo d'attacco (nella stagione 1973-1974, in cui Revelli vinse i primi trofei del suo palmarès, misero a segno 34 reti). Durante la stagione 1975-1976 Revelli ebbe modo di farsi conoscere anche sul palcoscenico europeo grazie ad un'ottima prestazione durante il match dei quarti di finale di Coppa dei Campioni contro la Dinamo Kiev. Nel 1978 Revelli lasciò Saint-Étienne per trasferirsi al Sochaux, in cui si confermò trascinatore della squadra contribuendo in maniera significativa al secondo posto della stagione 1979-1980 e al raggiungimento delle semifinali di Coppa UEFA nella stagione successiva. Si ritirò dal calcio professionistico nel 1984, dopo aver giocato per due anni nel Cannes. Conta cinque presenze ed un gol in nazionale, tra il 1973 e il 1977.
Dopo il ritiro, dopo aver allenato squadre amatoriali, Revelli ha svolto incarichi dirigenziali nell'Adidas e nel Saint-Étienne come responsabile del settore commerciale. Nel 2010 ha inoltre figurato nella liste dei candidati al Partito Socialista per il dipartimento della Loira.

## Statistiche

### Presenze e reti in nazionale
| Cronologia completa delle presenze e delle reti in nazionale ― Francia | Cronologia completa delle presenze e delle reti in nazionale ― Francia | Cronologia completa delle presenze e delle reti in nazionale ― Francia | Cronologia completa delle presenze e delle reti in nazionale ― Francia | Cronologia completa delle presenze e delle reti in nazionale ― Francia | Cronologia completa delle presenze e delle reti in nazionale ― Francia | Cronologia completa delle presenze e delle reti in nazionale ― Francia | Cronologia completa delle presenze e delle reti in nazionale ― Francia |
| Data                                                                   | Città                                                                  | In casa                                                                | Risultato                                                              | Ospiti                                                                 | Competizione                                                           | Reti                                                                   | Note                                                                   |
| ---------------------------------------------------------------------- | ---------------------------------------------------------------------- | ---------------------------------------------------------------------- | ---------------------------------------------------------------------- | ---------------------------------------------------------------------- | ---------------------------------------------------------------------- | ---------------------------------------------------------------------- | ---------------------------------------------------------------------- |
| 21-11-1973                                                             | Parigi                                                                 | Francia                                                                | 3 – 0                                                                  | Danimarca                                                              | Amichevole                                                             | -                                                                      |                                                                        |
| 23-4-1974                                                              | Parigi                                                                 | Francia                                                                | 1 – 0                                                                  | Romania                                                                | Amichevole                                                             | -                                                                      |                                                                        |
| 7-9-1974                                                               | Breslavia                                                              | Polonia                                                                | 0 – 2                                                                  | Francia                                                                | Amichevole                                                             | -                                                                      |                                                                        |
| 24-4-1976                                                              | Parigi                                                                 | Francia                                                                | 2 – 0                                                                  | Polonia                                                                | Amichevole                                                             | 1                                                                      |                                                                        |
| 23-2-1977                                                              | Parigi                                                                 | Francia                                                                | 2 – 0                                                                  | Germania Ovest                                                         | Amichevole                                                             | -                                                                      |                                                                        |
| Totale                                                                 |                                                                        | Presenze                                                               | 5                                                                      |                                                                        | Reti                                                                   | 1                                                                      |                                                                        |

## Palmarès
- Campionato francese: 4

Saint-Étienne: 1969-1970, 1973-1974, 1974-1975, 1975-1976
- Coppa di Francia: 3

Saint-Étienne: 1973-1974, 1974-1975, 1976-1977
- Supercoppa francese: 1

Saint-Étienne: 1969